# Ophiocaryon chironectes
Ophiocaryon chironectes är en tvåhjärtbladig växtart som beskrevs av Rupert Charles Barneby. Ophiocaryon chironectes ingår i släktet Ophiocaryon och familjen Sabiaceae. Inga underarter finns listade.